# Хавин, Борис Наумович
Борис Наумович Хавин (28 января 1926, Гомель, РСФСР, СССР — 18 ноября 1987) — советский журналист, редактор-составитель справочной литературы по Олимпийским играм.

## Биография
Окончил редакционно-издательский факультет Московского полиграфического института.
Историк и статистик ОИ. С 1960 до конца своих дней работал в журнале «Спорт за рубежом», последние годы был его главным редактором. Работал на ОИ 1980, ЗОИ 1964, 1968, 1972, 1976. Член Союза журналистов СССР.
Автор книг: «Гребут олимпийцы» (1960), «Белые Олимпиады» (1960, в соавторстве с Ю. Лукашиным), «500 вопросов и ответов об Олимпийских играх» (1971), «Олимпийский глобус» (1978), «Все об Олимпийских играх» (1979), «Все о советских олимпийцах» (1985) и др.
Один из основных авторов первой в СССР «Олимпийской энциклопедии», вышедшей в издательстве «Советская энциклопедия» в 1980.
Участник Великой Отечественной войны.
Похоронен на Ваганьковском кладбище в Москве.